# 馬爾他國家檔案館

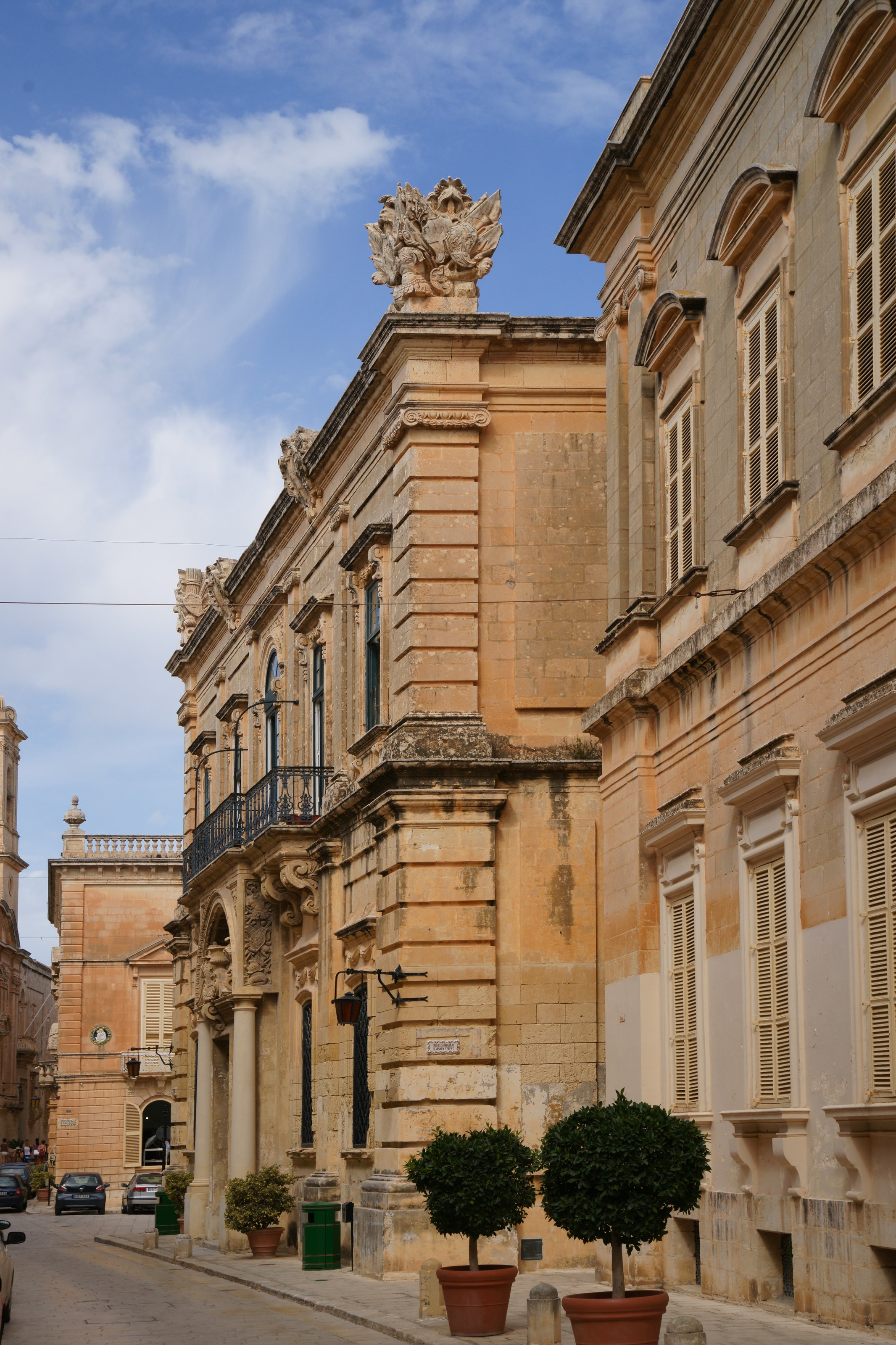
位於姆迪納班卡朱拉塔利楼 (姆迪納)的法律文件分館

馬爾他國家檔案館（馬爾他語：:235）是地中海島嶼國家马耳他的中央檔案館。馬爾他國家檔案館在以前一直位於大教长宫，並在1980年代後期搬遷至三個不同的地方。在法庭聽證會和裁決的檔案紀錄在1987年開始轉移到姆迪納班卡朱拉塔利楼後，馬爾他國家檔案館法律文件分館在1988年成立；檔案館的戈佐岛分館隨後成立。1994年，時任马耳他总统乌戈·米夫苏德·邦尼奇為位於拉巴特聖靈醫院的總館和主要設施揭幕。檔案館的所有館舍都設有供研究人員使用的閱覽室，並可以向能夠提供有效身份證明的16歲以上人士開放。
近年來，馬爾他國家檔案館緊隨世界上多國的檔案館的步伐，一直在互聯網上增加其影響力。包括允許公眾在線搜索檔案紀錄，並查看對相關紀錄的內容的簡短描述。馬爾他國家檔案館其他相關工作包括：將檔案館的部分館藏電子化、在其網站上發佈其出版物、經其電子商店售賣檔案館館藏的副本，以及設立線上的馬爾他「國家回憶計劃」，使為馬爾他歷史作貢獻的人得以被銘記。

## 歷史
1971年，朱澤·卡薩爾·普利奇諾創立了公共檔案保存委員會，踏出了創立檔案館的第一步。翌年，部分存放於狻猊宮的公共檔案向公眾開放，並提供其研究設施供公眾使用。檔案館起初受馬爾他司法與議會事務部監督，後來在幾個月内遷館至马耳他议会所在地大教長宮。當時，負責檔案館事務的官員是建築師米高·埃呂爾（Michael Ellul）。
1986年1月，討論如何管理公共檔案的政府委員會成立。該委員會決議建立一個獨立的馬爾他國家檔案館，並以拉巴特的前醫院建築為總館。同時，位於姆迪納的班卡朱拉塔利楼獲確認可儲存自医院骑士团佔領至英国佔領初期的馬爾他法院檔案。相關檔案在1987年9月開始轉移，並在1988年10月完成。至於轉移其他檔案至拉巴特的建築的工作，則在1989年7月28日完成，而拉巴特的總館則於1994年5月28日由第五任马耳他总统乌戈·米夫苏德·邦尼奇主禮開幕。當時，負責檔案館事務的官員是喬·卡魯阿納（Joe Caruana）。
《1990年第4號法案》是首個對馬爾他國家檔案館作出規管的法案。檔案館的藏品目錄以CD-ROM形式出版；檔案館每年舉辦一次講座，並在館内開設展覽中心。2005年，《第5號法案》生效，該法案創立了國家檔案保管員的職位，並使馬爾他國家檔案館成為馬爾他政府轄下的法律主體。現任國家檔案保管員為查理·J·法魯賈（Charles J. Farrugia）。自創立以來，馬爾他國家檔案館共啓用了了三個新館舍。:236

## 館舍
馬爾他國家檔案館在國內擁有三個館舍。位於姆迪納的法律文件分館是馬爾他國家檔案館的首個館舍，在1988年設立。法律文件分館位於班卡朱拉塔利楼，並儲存自1530年起至1899年的法院檔案:236-237。班卡朱拉塔利楼又稱“市政宮”（Palazz Muniċipali），約於1728年建成，其建成當時馬爾他處於醫院騎士團的佔領之下:237。
哥佐島分館是馬爾他國家檔案館的第二個館舍，在1989年啓用，與哥佐島公共圖書館併設。哥佐島分館儲存的檔案都與哥佐島直接有關，共儲存逾9000份檔案。:236
馬爾他國家檔案館的總館位於拉巴特醫院街聖靈醫院（Santo Spirito Hospital）的蜂蜜色建築，有著超過600年的歷史:237。總館也是馬爾他國家檔案館的最後一個館舍，於1994年正式啓用。總館儲存了馬爾他大多數的官方檔案，是馬爾他國家檔案館的主要館舍。

## 服務

### 館舍服務
馬爾他國家檔案館為所有馬爾他居民提供服務，但其大部分館舍設施僅向16歲以上的居民開放。馬爾他國家檔案館的閱覽室可供公眾使用，惟訪客必須出示身份證明才能進入。馬爾他國家檔案館的閱覽室包括一個參考圖書館、印刷目錄、複印設施、提供一些出版物的資訊站、情況說明書，以及一些用作保存馬爾他的官方檔案的工具。公眾可以填寫表格申請訂閲在檔案館存檔的檔案。馬爾他國家檔案館也藏有一些馬爾他公共場所的地圖、平面圖和畫作，以及皇家慶典和重建工作的照片。
此外，馬爾他國家檔案館還提供團體和學校訪問計劃，以提高公眾對其館藏的關注。25人或以下的團體可以申請參觀檔案館，而學校則可獲安排參觀馬爾他國家檔案館位於拉巴特和姆迪納的館舍。學生透過參觀檔案館，增加他們對館方所提供的檔案的認識，以及學會如何保管檔案。學生還有機會體驗為檔案館的檔案編目和重組，以及了解其困難之處。

### 網上服務
馬爾他國家檔案館一直致力提供更多的網上服務，以緊隨世界其他地區的檔案館的步伐。其大部分館藏已經或正在進行數碼化處理，而其網站提供一個附有相關館藏的簡短描述的館藏目錄列表搜索。馬爾他國家檔案館在其網站上發佈了一些出版物，包括定期通訊、年度報告和檔案狀態報告；其也設有一個銷售一些文本和圖像館藏的副本予有興趣的市民的網上商店。馬爾他國家檔案館的網站也設有記錄為馬爾他歷史作貢獻的人的「國家回憶計劃」。

## 延伸閱讀
- Farrugia, Charles J. . Malta Historical Society. （原始内容存档于2017-06-16）. （页面存档备份，存于）

## 外部連結
- 馬爾他國家檔案館官方網站 （页面存档备份，存于）
- 馬爾他國家檔案館在Flickr上的页面

35°52′55″N 14°24′05″E / 35.8820°N 14.4013°E